# Gongylidioides angustus
Gongylidioides angustus är en spindelart som beskrevs av Tu och Li 2006. Gongylidioides angustus ingår i släktet Gongylidioides och familjen täckvävarspindlar.
Artens utbredningsområde är Taiwan. Inga underarter finns listade i Catalogue of Life.